# Timothy Kitum
Timothy Kitum (né le 20 novembre 1994 à Marakwet) est un athlète kényan, spécialiste du 800 mètres.

## Biographie
Il se révèle lors des Championnats du monde cadets 2011, à Lille, en remportant la médaille de bronze de l'épreuve du 800 m dans laquelle trois athlètes (Leonard Kosencha, Mohammed Aman et Timothy Kitum) descendent sous les 1 min 45 s.
Il établit le temps de 1 min 45 s 96 lors du meeting en salle de Liévin, en février 2012, et s'incline dès les demi-finales aux Championnats du monde en salle d'Istanbul. En mai 2012, lors du meeting Ligue de diamant de Shanghai, Timothy Kitum se classe deuxième du 800 m derrière Leonard Kosencha, dans le temps de 1 min 46 s 20. Quelques jours plus tard, il porte son record personnel à 1 min 44 s 00 lors des Fanny Blankers-Koen Games d'Hengelo.
Il participe aux Jeux olympiques d'été de 2012, à Londres où il remporte la médaille de bronze du 800 m derrière le Kényan David Rudisha et le Botswanais Nijel Amos. Timothy Kitum abaisse de près de deux secondes son record personnel en établissant le temps de 1 min 42 s 53.

## Palmarès
| Date | Compétition                   | Lieu      | Résultat | Temps         |
| ---- | ----------------------------- | --------- | -------- | ------------- |
| 2011 | Championnats du monde cadets  | Lille     | 3e       | 1 min 44 s 98 |
| 2012 | Championnats du monde juniors | Barcelone | 2e       | 1 min 44 s 56 |
| 2012 | Jeux olympiques               | Londres   | 3e       | 1 min 42 s 53 |
| 2015 | Relais mondiaux de l'IAAF     | Nassau    | finale   | DQ            |
| 2017 | Relais mondiaux de l'IAAF     | Nassau    | 2e       | 7 min 13 s 70 |

## Records
| Épreuve | Performance   | Lieu    | Date        |
| ------- | ------------- | ------- | ----------- |
| 800 m   | 1 min 42 s 53 | Londres | 9 août 2012 |